# Немтинов, Евгений Сергеевич
Евге́ний Серге́евич Немти́нов (укр. Євгеній Сергійович Немтінов; 3 октября 1995, Черновцы, Украина) — украинский футболист, полузащитник.

## Игровая карьера

### Клубная
Воспитанник ильичевского «Монолита» и черновицкой «Буковины». После завершения обучения, играл в любительской команде «Буковина-2-Лужаны». Также в сезоне 2012/13 успел провести два матча за молдавский клуб «Нистру» (Атаки), который в то время выступал в высшей лиге и пытался сохранить прописку в элите молдавского футбола.
Осенью 2013 года «Буковину» из-за финансовых проблем посреди сезона покинуло около десятка ведущих игроков во главе с тренером. Возглавивший черновицкую команду Юрий Гий был вынужден в кратчайшие сроки формировать новую команду. В этот период в «Буковину» пополнили 8 человек из «Буковины-2-Лужаны», среди которых был и Немтинов. Через год 18-летний полузащитник стал одним из лучших игроков в команде первой лиги.

Зимой 2015 года проходил сборы с мариупольским «Ильичёвцем», после которых заключил контракт с командой Премьер-лиги. В высшем дивизионе дебютировал 27 февраля в игре с одесским «Черноморцем», выйдя в стартовом составе. На 66 минуте матче был заменён на ещё одного дебютанта Максима Жичикова. После завершения сезона 2014/15 Николай Павлов, тогдашний главный тренер «Ильичёвца», так охарактеризовал футболиста: 
Он здорово раскрылся, учитывая его состояние во время прихода в Ильичёвец. Когда мы пригласили Евгения, он был попросту неподготовленным — не только физически, но и морально. Во многих моментах у Немтинова возникал контраст между восприятием первой лиги и Премьер-лиги.

Даже в вопросах веса — порой у Жени было три лишних килограмма… В результате футболисту пришлось менять отношение к некоторым вещам, и когда Немтинов полностью перестроился, прекратились травмы и пошёл подъём. Как итог — вызов в молодёжную сборную, что уже свидетельствует о немалых перспективах.
Летом 2015 года подписал контракт с киевским «Динамо». В марте 2016 года перешёл в «Динамо-2». За вторую динамовскую команду выступал до её расформирования в июне 2016 года. В июле на правах свободного агента присоединился к составу родной «Буковины». 20 января 2017 года подписал контракт с клубом «Ингулец», но уже в июле того же года вернулся в «Буковину». В сезоне 2016/17 дважды был включен в сборную тура Первой лиги (по версии Sportarena.com). В октябре 2017 года признан лучшим игроком 15-го тура Второй лиги Украины 2017/18 (Евгений впервые в своей профессиональной карьере оформил два дубля подряд), также в то же время два тура подряд был включен в сборную тура (по версии Sportarena.com). В декабре того же года по версии Sportarena.com включен в сборную Второй лиги второго полугодия-2017, а по завершении сезона стал лучшим бомбардиром команды.
Перед началом 2018/19 сезона стал игроком житомирского «Полесье». В начале сентября Евгений получил серьезную травму, и для продолжения футбольной карьеры требовалось длительное лечение, наблюдение и реабилитация, которая заняла больше половины года. В поддержку Евгения, клуб в октябре того же года решил продлить с ним контракт и ещё на один год, и трудовые отношения были рассчитаны до лета 2020 года. По завершении срока контракта, Немтинов пополнил состав команды «Агробизнес» (Волочиск). В этом клубе выступал на протяжении 2020/21 сезона, вместе с командой дошел до полуфинальной стадии национального кубка и активно боролся за выход в УПЛ (5 место в первой лиге).
С июля 2021 года игрок ФК «Эпицентр» (Дунаевцы), а после полномасштабного вторжения россии в Украину карьеру продолжил в польской команде «Ключборк». Перед стартом сезона 2022/23 подписал контракт с клубом второго по уровню дивизиона Словакии: «Татран», с которым успешно боролся за выход в высшую лигу (2 место, однако в стыковых матчах команда по итогам двух игр потерпела фиаско). В декабре 2023 года в статусе свободного агента покинул команду.

### В сборной
В 2015 году провёл 5 матчей за сборную Украины (до 20 лет). Дебютировал 25 марта 2015 года в матче против Грузии (1:2). Летом того же года попал в основную заявку на чемпионат мира до 20 лет в Новой Зеландии, где Евгений дважды удостоился выйти на футбольном поле: первый выйдя на замену в матче против хозяев «мундиаля» (на 90 мин.) и второй против Сенегала (на 27 мин.) в рамках 1/8 финала.

## Достижения
- Полуфиналист Кубка Украины: 2020/21
- Серебряный призёр Первой лиги Словакии: 2022/23
- Серебряный призёр Второй лиги Украины: 2019/20

## Статистика
| Клуб                  | Лига                 | Сезон   | Чемпионат | Чемпионат | Кубок | Кубок | Дубль | Дубль |
| Клуб                  | Лига                 | Сезон   | Игры      | Голы      | Игры  | Голы  | Игры  | Голы  |
| --------------------- | -------------------- | ------- | --------- | --------- | ----- | ----- | ----- | ----- |
| Нистру (Отачь)        | Высшая лига Молдовы  | 2012/13 | 2         | 0         |       |       |       |       |
| Буковина (Черновцы)   | Первая лига Украины  | 2013/14 | 16        | 1         |       |       |       |       |
| Буковина (Черновцы)   | Первая лига Украины  | 2014/15 | 15        | 0         | 1     | 0     |       |       |
| Ильичёвец (Мариуполь) | Премьер-лига Украины | 2014/15 | 6         | 0         |       |       | 3     | 0     |
| Динамо (Киев)         | Премьер-лига Украины | 2015/16 |           |           |       |       | 2     | 1     |
| Динамо-2              | Первая лига Украины  | 2015/16 | 10        | 1         |       |       |       |       |
| Буковина (Черновцы)   | Первая лига Украины  | 2016/17 | 18        | 3         | 1     | 0     |       |       |
| Ингулец (Петрово)     | Первая лига Украины  | 2016/17 | 11        | 1         |       |       |       |       |
| Ингулец-2             | Вторая лига Украины  | 2016/17 | 1         | 1         |       |       |       |       |
| Ингулец-2             | Вторая лига Украины  | 2017/18 | 1         | 1         |       |       |       |       |
| Буковина (Черновцы)   | Вторая лига Украины  | 2017/18 | 21        | 6         |       |       |       |       |
| Полесье (Житомир)     | Вторая лига Украины  | 2018/19 | 12        | 3         | 1     | 0     |       |       |
| Полесье (Житомир)     | Вторая лига Украины  | 2019/20 | 15        | 2         | 1     | 0     |       |       |
| Агробизнес (Волочиск) | Первая лига Украины  | 2020/21 | 12        | 1         | 3     | 0     |       |       |
| Эпицентр (Дунаевцы)   | Вторая лига Украины  | 2021/22 | 18        | 7         | 3     | 0     |       |       |
| Татран (Прешов)       | Первая лига Словакии | 2022/23 | 22+1      | 3         | 4     | 1     |       |       |
| Татран (Прешов)       | Первая лига Словакии | 2023/24 | 11        | 0         | 2     | 0     |       |       |